# フアン・カルロス・パレデス
フアン・カルロス・パレデス・レアスコ（Juan Carlos Paredes Reasco、1987年7月8日 - ）は、エクアドル・エスメラルダス出身のプロサッカー選手。クンバヤFC所属。ポジションはディフェンダー。

## 経歴

### クラブ
2014年夏、グラナダCFに移籍。自身初の海外移籍を果たした。直後、グラナダと同じくジャンパオロ・ポッツォがオーナーを務めるチャンピオンシップのワトフォードFCに移籍。
2017年1月、オリンピアコスFCにレンタル移籍。

### 代表
2010年9月のメキシコ代表戦でエクアドル代表デビュー。
2014 FIFAワールドカップでは全試合にフル出場したが、チームはグループステージ敗退に終わった。

## 所属クラブ
- ウラカンSC 2004-2006
- バルセロナSC 2006-2007
- デポルティーボ・クエンカ 2007-2010

→ ロカフエルテFC 2008 (loan)
- デポルティーボ・キト[7] 2010-2013
- バルセロナSC 2013-2014
- グラナダCF 2014
- ワトフォードFC 2014-2017

→ オリンピアコスFC 2017 (loan)
- CSエメレク 2017-2020
- CDエル・ナシオナル 2020-2021
- クンバヤFC 2021-

## 代表歴

### 出場大会
- エクアドル代表
  - 2014 FIFAワールドカップ

### 試合数
- 国際Aマッチ 75試合 0得点（2010年-2019年）[8]

| エクアドル代表 | 国際Aマッチ | 国際Aマッチ |
| 年             | 出場        | 得点        |
| -------------- | ----------- | ----------- |
| 2010           | 5           | 0           |
| 2011           | 10          | 0           |
| 2012           | 6           | 0           |
| 2013           | 13          | 0           |
| 2014           | 11          | 0           |
| 2015           | 12          | 0           |
| 2016           | 11          | 0           |
| 2017           | 1           | 0           |
| 2018           | 4           | 0           |
| 2019           | 2           | 0           |
| 通算           | 75          | 0           |

## タイトル
デポルティーボ・キト
- セリエA: 2011